# Oió (estado)
Oió (em iorubá: Ọyọ) é um estado interior, a sudoeste da Nigéria, criado em 3 de fevereiro de 1976, sua capital é a cidade de Ibadã. É delimitada ao norte pelo estado de Kwara, no leste do estado de Oxum, no sul do estado de Ogum e no oeste, em parte, pelo estado de Ogum e, em parte, pelo Benim. Em 2012 a população era 6,141,895 habitantes, numa área de 28.454 km².

## Geografia
O estado de Oyó cobre aproximadamente uma área de 28.454 quilômetros quadrados e é classificado como 14º em tamanho. A paisagem é constituída por antigas rochas duras e morros de cumes moldados, que sobe levemente passando de cerca de 500 metros na parte sul e atingindo uma altura de cerca de 1.219 m acima do nível do mar, na parte norte. Alguns principais rios como o rio Ogum, Obá, Oiã, Otim, Ofiqui, Sasa, Oni, Erinlé e Rio Oxum têm suas fontes de suas terras altas.

### Clima
O clima é equatorial, nomeadamente com as estações seca e úmida com umidade relativamente elevada. A estação seca dura de novembro a março, enquanto a estação chuvosa começa a partir de abril e termina em outubro. A média diária da temperatura varia entre 25 e 35 graus Celsius, quase todo o ano.